# Howard Springs Nature Park
Howard Springs Nature Park är en park i Australien. Den ligger i territoriet Northern Territory, omkring 23 kilometer öster om territoriets huvudstad Darwin. Howard Springs Nature Park ligger 22 meter över havet.
Närmaste större samhälle är Palmerston, nära Howard Springs Nature Park.
I omgivningarna runt Howard Springs Nature Park växer huvudsakligen savannskog. Runt Howard Springs Nature Park är det mycket glesbefolkat, med 5 invånare per kvadratkilometer. Genomsnittlig årsnederbörd är 1 732 millimeter. Den regnigaste månaden är januari, med i genomsnitt 436 mm nederbörd, och den torraste är juni, med 1 mm nederbörd.